# Mare Australe (cuadrángulo)

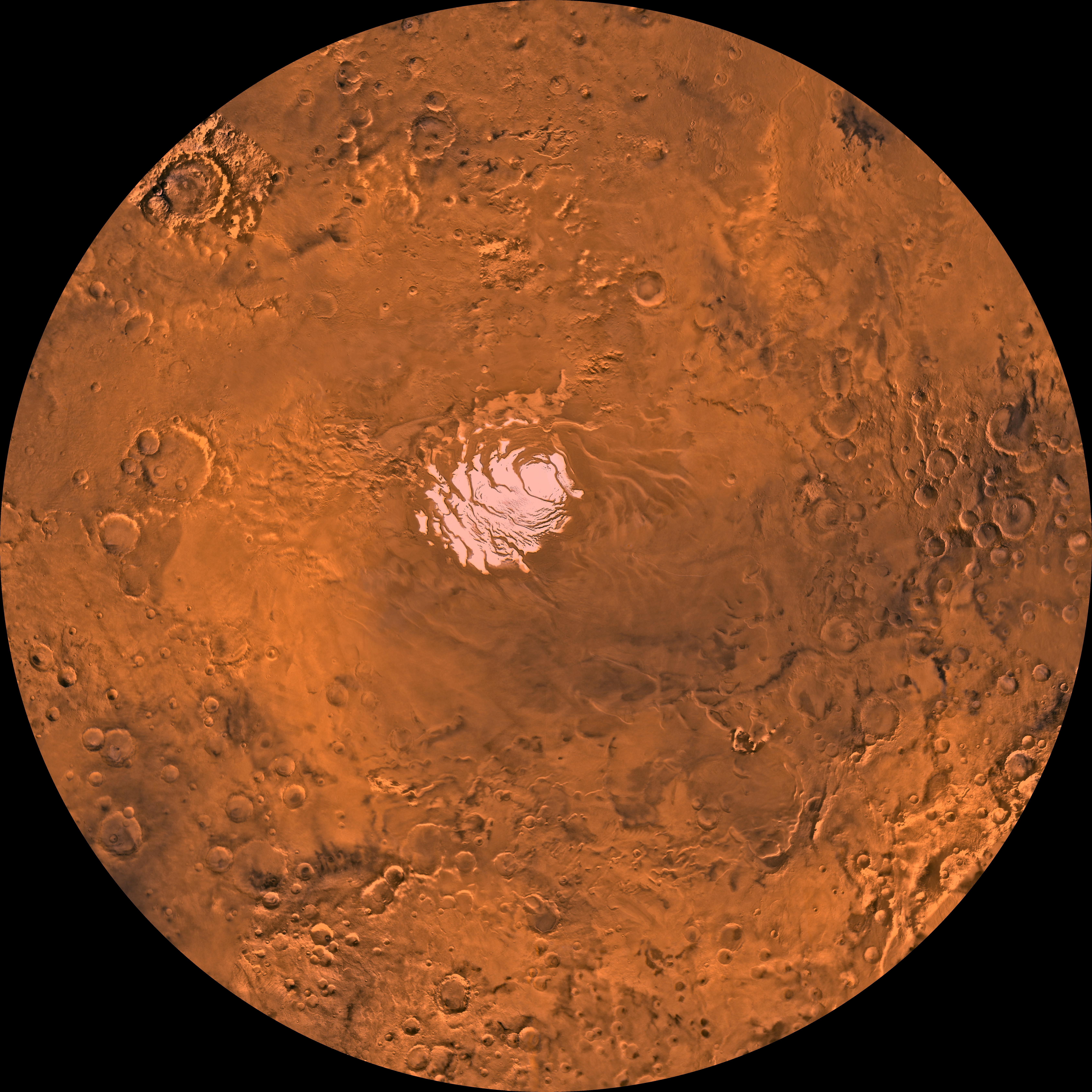
Imagen del Cuadrilátero Mare Australe (MC-30). La región incluye la capa de hielo del Polo Sur. La parte central es principalmente un casquete de hielo residual permanente rodeado por un terreno en capas y valles que, a su vez, está rodeado por un terreno lleno de cráteres.

El cuadrángulo de Mare Australe es uno de una serie de 30 mapas cuadrangulares de Marte utilizados por el Programa de Investigación de Astrogeología del Servicio Geológico de los Estados Unidos (USGS). Al cuadrilátero también se le conoce como MC-30 (Mars Chart-30). El cuadrilátero cubre toda el área de Marte al sur de 65°, incluida la capa de hielo del polo sur y su área circundante. El nombre del cuadrángulo se deriva de un nombre más antiguo para una característica que ahora se llama Planum Australe, una gran llanura que rodea el casquete polar. El módulo de aterrizaje polar de la Mars Polar Lander se estrelló en esta región.